# فیستینیدول
فیستینیدول (به انگلیسی: Fisetinidol) با فرمول شیمیایی C۱۵H۱۴O۵ یک ترکیب شیمیایی با شناسه پاب‌کم ۴۴۲۳۹۷ است. که جرم مولی آن ۲۷۴٫۲۶ g/mol می‌باشد. 